# 新SD戰國傳 天星七人眾篇
「天星七人眾篇」是「SD戰國傳系列」第十一年之作。故事舞台亦由以往天宮之國，搬到北方的「緋州之國」。雖然如此，作為主要人物「天星七人眾」，亦被設定為「武者七人眾」加「號斗丸」的力量繼承（風之天星「迅風頑馱無」同時繼承摩亞屈及仁宇雙重力量。），而部份角色造型，基本上以動畫「浪客劍心」為藍本。
此作品銳意以新舞台為背景，可惜模型造型相對以往生硬，活動性上，放棄自「傳說之大將軍篇」開始引入的多關節活動結構，轉而用回當時「SD高達G世紀」系列的簡化骨架，令活動性遜於前作。加上「偷膠」情況頗多（為節省成本，將零件的某些部份鏤空，例如手背、劍鞘等。由於每次都要修補空洞，故此素為模型迷所詬病。），令此作人氣大受影響。由於在「天星」以後多個作品，均難以挽回BB戰士人氣，一直至到人氣之作「武者烈傳」推出後才結束，因此可以說，「天星七人眾」，是BB戰士低谷期之開端。
「天星七人眾」以節省成本，換來下滑人氣，雖然如此，此作部份設計，例如剛霸、災呼等等揉合肌肉及機械的造型，在BB系列而言十分創新。而本篇續作「光之變幻篇」繼續以「緋州之國」為舞台。主角「零壹」流派「七星天劍流」，亦為下一系列「光之變幻篇」中「武者沙多洛」所繼承。

## 角色

### 命運的雙子
- 武者頑馱無零壹/天星將軍零壹/天星大將軍

本篇主角。擁有「光之星」宿命的武者，流派「七星天劍流」。自小失去母親，與兄長流星王一同為劍聖頑馱無撫養成人。為拯救被「魔天暗黑黨」擄走的兄長，決意踏上旅程。臨行前，獲得劍聖授予「武者」稱號，以及鎧甲「勇星之鎧」。
當零壹在戰鬥時，只要發動天星力，便能呼喚「光星之鎧」加諸於「勇星之鎧」上，令能力大幅提升，甚至獲得飛行能力。然而光星之鎧消耗體力，故不能長時間使用。
可使用「銘刀．虹絢」使出七種必殺技，稱為「七斬」，除此以外，還有絕技「七星瞬裂斬」。
天星將軍零壹
受到「命運的月蝕」影響，零壹獲得新力量，變成「天星將軍零壹」。必殺技為「七天星凰斬」。佩刀名為「神刀．星光」。
天星大將軍
「七天星」將力量融合為一，令「天星武神」得以重生，其後更與天星將軍零壹合體，成為「星之大將軍」——天星大將軍。絕技為同時使用「神刀．星光」及「七天劍聖之劍」，雙劍合壁施放出來的「七星輝煌照」。
七天星融合後的裝備，名為「天星七神器」，分別為：
- 七天劍聖之劍--天星大將軍佩劍，由「劍之天星」劍聖化身而成。
- 七天彗聖腳--天星大將軍的鞋，由「忍之天星」彗聖化身而成。
- 天星迅風翼--天星大將軍雙翼，由「風之天星」迅風化身而成。
- 天星蒼雷角--天星大將軍角飾，由「雷之天星」蒼雷化身而成。
- 天星爆熱石--天星大將軍手甲上的寶石，由「爆之天星」爆熱化身而成。
- 大目牙紅蓮炮--天星大將軍背上火炮（即天星武神雙腿），由「火之天星」爆熱化身而成。
- 天星剛霸甲--天星大將軍手甲，由「山之天星」剛霸化身而成。

參考形象:

本體 - 鋼彈傑姆納斯1號機 - 新機動戰記鋼彈 W外傳 G-UNIT 

光星之鎧 - 幻象鋼彈 - 新機動戰記鋼彈 W外傳 G-UNIT 

天星將軍零壹 - 飛翼鋼彈零式改（羽翼） - 新機動戰記鋼彈 W
- 武者頑馱無流星王/逆星將軍流星王

擁有「闇之星」宿命的武者，流派「七星天劍流」，佩刀「銘刀．虹架」。自小失去母親，與弟弟零壹一同為劍聖頑馱無撫養成人。十五年後，遭突襲雙子岳村的「魔天暗黑黨」擄走。後來在「白武者」（志士皇頑馱無）誘導下，裝備寄宿逆星暗黑神的「皇珠之鎧」，與弟弟零壹及七天星為敵。
後來，在命運的月蝕中，集合七逆星力量，變成「逆星將軍流星王」。
逆星將軍流星王，必殺為「七斬」及「七逆星凰斬」。
參考形象:

逆星將軍流星王 - 鋼彈亞斯克雷普歐斯 - 新機動戰記鋼彈 W外傳 G-UNIT

### 七天星
- 劍聖頑馱無（RX-78-2 GUNDAM）

劍之天星、「七逆星」首領魁斬頑馱無之弟，繼承「七人眾」領袖武者頑馱無的靈魂，亦為「七星天劍流」正統繼承者。猶如傳說一樣的劍術高手。
10年前，從戰火中救出流星王及零壹母子，在其母身故後，負責養育兩兄弟。
一般裝備有「天紬之外套」以及「金剛劍」，而在發動「天星力」，穿著「劍聖之鎧」時，主要武器為「轟刀．星響」。必殺技為「七斬」（與零壹相同）、「四連八方斬」。
角色原型來自浪客劍心角色「比古清十郎」。
- 剛霸頑馱無（BOLT GUNDAM）

山之天星，是管治「藤縞之街」之豪族、「剛心頑馱無」之子。與零壹自小已是好友。性格豪爽粗獷，曾有一段時間與零壹、流星王兄弟一同向劍聖學武。所以流派為「我流」加上「七星天劍流」。
穿著「鋼擊之鎧」的剛霸，能夠輕易使用兩手巨大裝備：手甲「大鋼擊甲」及巨大棍棒「曉星」，足以發揮其怪力。除此以外，亦擁有授自劍聖頑馱無的「銘刀．虹織」。
必殺技為「特大拳擊」、「天山鬥擊拳」、以及與蒼雷使出的合體絕技「天雷烈閃超特大拳擊」。
有一姊姊「華鈴頑馱無」。
角色原型來自浪客劍心角色「相樂左之肋」。
- 彗聖頑馱無（RX-78-1 GUNDAM）

忍之天星，繼承「七人眾」農丸的靈魂，與劍聖是多年好友，個性沉默寡言，時常單獨行動。流派為「武藝百忍」，本身亦為守護緋州之國的「影之忍軍」之頭領。
執行秘密任務時，會穿著忍者裝束，包括「忍手甲」及「白金裂爪」，可使用「忍苦無」等多種暗器。在戰鬥時，則換上「甲牙之鎧」。而常用武器「妖刀．陰陽丸」，能同時於武者/忍者型態中使用。必殺技包括「九龍縛鎖之術」及「天忍環襲殺」。
- 蒼雷頑馱無（ZETA）

雷之天星，繼承「七人眾」精太靈魂、孤高的劍士，居於緋州南方、「刻津湖」附近深山「鏡山峠」中。流派「征嶺馗心流」。
除了擁有「降雷之鎧」、「雷刀．鳴神」以外，還有一匹愛馬「雷獸．神龍馬」，可與之合體成「雷激閃迅騎」。必殺為「稻妻之舞」、「天雷烈閃擊」。
與式守神宮的緋櫻頑馱無（爆熱頑馱無義妹）相戀。
- 迅風頑馱無（ORX-013GUNDAM MK-V）

風之天星，繼承「七人眾」摩亞屈及仁宇的靈魂。流派「天風術」。
本身是居於「大鵬高地」村落「九重村」的獵戶，使用「天風術」，可操控風力，以及在天空飛翔。性格開朗。裝備有「大角鳥之兜」（頭盔）、「琥空羽翼」及「荒翼之鎧」，以及「神槍．天舞丸」。必殺技為「風陣龍天翔」及「天風荒嵐破」。
- 爆熱頑馱無（G GUNDAM）

爆之天星，繼承「鬥霸五人眾」武者號斗丸的靈魂，為位於「刻津湖」旁、「七天神社」住持、式守頑馱無之養子。平常性格平穩，一旦發怒，便會有極強攻擊力。流派為我流、「無手勝流喧嘩殺法」。
性格文靜，在戰鬥時會裝備「攻陣之鎧」、鑲有「瑠璃甲石」的手甲「瑠璃甲拳」。除此以外，更可與戰鬥支援機械「魂嵐兵衛」合體，變成以天星力發動之「推力噴射機」，令機動力大幅提升，同時展開「怒髮爆然天」，變成「攻爆型態」。
必殺為「閃光掌」及「天爆雙連衝」。
不太接受對義妹緋櫻與雷之天星蒼雷相戀。
- 紅蓮頑馱無（ZZ+Heavyarms）

火之天星，繼承「七人眾」馱舞留精太的靈魂，流派為我流（自創）「深謀遠慮之法」。
原本是「高砂之街」中的「鐵器職人」（機械師），同時兼任雜貨店老闆，精通機械工學之餘，亦是一名見多識廣的智者，亦收養並照顧眾多戰爭孤兒。
裝甲「硬殼之鎧」是紅蓮自行製作的重裝備，以砲擊兵器為主力，包括「超巨爆砲」、「高可動狙擊砲」、以及利用天星力發動、裝於兩手之「腕裝剛力砲」。
當紅蓮發動「破嵐擊裝型態」時，更可揭開肩胸甲內藏火器「十連高速機關砲」及「火流粉碎彈」，使出必殺「灼熱業火彈」「天火燒滅彈」。

### 七逆星
- 魁斬頑馱無（Hydra Gundam）

劍之逆星、「七逆星」首領，也是「七天星」劍聖頑馱無之兄長，同樣為「七星天劍流」高手。在二十年前月蝕中，因儀式失敗，下落不明。之後以劍之逆星身份，加上其餘六逆星為中心，組建「魔天暗黑黨」。最後在驅終前終於大徹大悟，反省自己的所作所為。
裝甲「煌冥之鎧」，配有「八咫之鏡角」及「比翼刃」。而兩柄配劍「連理劍．誘凪」、「誘波」，平常收藏於「群雲之鞘」中，而魁斬更可以雙刀，使出「七星天劍流」絕技。只要將「比翼刃」展開，便可變成「四刀流的不動劍翼」型態。必殺為「七斬」之一、「翔魔冥凰斬」。
- 志士皇頑馱無（自護F-90）

忍之逆星。為求目的、不擇手段的卑劣忍者。曾變身成「白武者」，欺騙流星王穿上皇珠之鎧，又曾化身成老婦，幾乎將零壹毒害。原本為忍者軍團中最優秀忍者，然而由於野心太大而被放逐，雖然有此經歷，志士凰轉投「魔天黨」後，仍不減其野心，亟欲謀奪領袖魁斬的地位。
必殺為使出無數月彎型斬擊的「邪刃亂舞」、以及由加手配備的大刀，使出「輝滅豪闇斬」。
志士皇名稱及造型，來自浪客劍心中角色「志志雄真實」。
- 災呼頑馱無（PSYCO GUNDAM）

山之逆星，原本為沉睡在津刻湖底的巨人，本為太古時代大惡霸。不懂說話，單憑巨大體軀的怪力已足以壓倒對手。而且口中更能吐出火焰。
- 怒嵐漣飛威（SAZABI）

風之逆星，引導僧，天生擁有異能（「神通力」），出身高貴的僧侶世家，為「七逆星」中少數注重堂堂正正戰鬥的人物。由於在各地旅行途中，醒覺到作為逆星的宿命，而加入魔天黨。善長空戰，率領下忍．針燕翔及機動兵器．牙天龍作戰。流派為「連家正巌流」，必殺技「烈刺寶襲閃」。
可由已商品化角色改造而成，包括碎牙頑馱無、魔星大將軍、鐵機將飛閃。
- 雷殺驅（ZAKU-III）

雷之逆星，身成魔天黨幹部，卻經常做出滑稽的糊塗事。必殺為「斧雷擊殺」。與其餘逆星不同，雷殺驅是透過魔天黨聘請幹部，才成為七逆星之一。
可由已商品化角色改造而成，包括闇將軍、殺驅三兄弟及鎧騎士F-90
- 斧零驅頑馱無（華沙高高達）

爆之逆星，沉默的武人，酷愛赤手空拳進行肉搏戰，並無手持武器，必殺為以手刀施放之「斬甲斧斷刀」。
可由已商品化角色改造而成，包括G高達（舊版）、鐵機將飛閃及武者全武裝頑馱無。
- 策羅璽惡（THE-O）

火之逆星，七逆星的軍師，詭計多端，長駐魔天黨大本營，善長操縱火焰，令人毛骨悚然。為使逆星暗黑神復活，設下圈套，並利用流星王。後來逆星暗黑神復活儀式中，亦以神官身份，主持儀式。
可由已商品化角色改造而成，包括闇皇帝、武者漣飛威、武者璽惡。

### 魔天暗黑黨（魔天黨）
- 逆星暗黑神

憑籍「七逆星」進行儀式，而得以降臨人間的黑暗化身，由人世間各種怨念所組成。原本寄宿於流星王「皇珠之鎧」中，吸收七逆星力量後，自鎧甲生長出來，更依附於流星王身上，吸取其闇之力。體型之大，外形猶如異獸，以雙臂的巨爪、以及背後伸出的四條觸手作為武器。此外，由於暗黑神能源取自大地，可以不斷再生。一心想令全世界陷於黑暗之中。
- 鎖鞭刃/改造再生鎖鞭刃（MMS-01 （OZ-17MS） Serpent）

魔天黨成員，為怯鼓及弍怯鼓隊長。在一次交戰中被零壹重創，失去右臂。為了一洗敗於零壹手上的屈辱，一心報復的鎖鞭刃，接受重武裝化強化改造，移植機械腕，成為「改造再生鎖鞭刃」。右腕更裝備重火器「新對回轉破流銃」。
同樣是被斬去右手的復仇者，鎖鐮刃原型為「浪客劍心．人誅篇」中角色鯨波兵庫。
- 賄主羽羅火（DT-6800HMC Wise Wallaby）

火之隊隊長，集團戰能手，主力於壓制據點及後方支援工作。率領12名「火羽羅火」成員一同作戰。在使用火鎗時，會流露詭異的笑容。
- 火羽羅火（DT-6800HM Fire Wallaby）

火之隊成員，共有12名相同成員。通常在隊長賄主羽羅火指揮下參與作戰，利用密集亂射朝目標猛攻。
- 怯鼓（OZ-02MD Virgo）

魔天黨最下層忍者。使用「魔天暗黑流忍術」，執行各種任務。
- 弍怯鼓（WF-02MD Virgo II）

與怯鼓一樣，同為魔天黨下忍集團。在全軍團中人數最多，部份成員歸於鎖鞭刃指揮。
- 針燕翔（NRX-009 （NR-001） Balient）

魔天黨空戰下忍，隸屬怒嵐漣飛威手下的武者。主要與機動兵器「牙天龍」共同作戰。
- 牙天龍（NRMA-006 Gadeel）

魔天黨的鳥型空戰用機動兵器，下有鋼爪，能夠進行撲殺。同時亦可作為運輸工具抓住士兵空降到戰場。
- 愚嵐電（MA-06 Grandeene）

魔天黨的陸戰用機動兵器。裝備四門大炮的機動要塞，同時亦備有捕獲用電擊網。（流星王最初便是被此工具捕捉。）

### 天星傳說的巨大武者
- 謎之巨大武者
- 巨大暗黑武者

### 其他人物
- 緋櫻頑馱無

爆熱頑馱無義妹、式守頑馱無親生女兒，與七天星之一蒼雷頑馱無是戀人關係。
- 式守頑馱無

爆熱頑馱無養父、式守神宮住持。
- 華鈴頑馱無

剛霸頑馱無之姊。
- 剛心頑馱無

剛霸頑馱無父親。

## 用語
七天星
「七天星」是指位於緋州之國上空，由七顆星連成、類似高達眼睛的星座。據說與昔日解救世界的巨大武人有關。
七逆星
與「七天星」並存的暗之星座、外觀猶如倒轉了的高達眼睛。與代表光的七天星截然相反。
命運的月蝕
傳說天星將軍及逆星將軍，為著競逐統治大地的權力，會於月蝕當晚進行儀式。如果天星將軍勝出，便會光照大地；相後，由逆星將軍得勝，大地便會被黑暗籠罩。而令「天星將軍」及「逆星將軍」復活的關鍵，便是「七天星」及「七逆星」的任務。
炎獄之七日（七日煉獄）
「天星傳說」中記載：「昔日由「神秘暗黑武者」引發、由巨大武者互相角力的戰亂，在緋州之國爆發。在國家幾近滅亡時，代表「光」的巨大武者現身，並將之逐一擊倒。最後巨大武者返回天空，之後化成星光，守護著緋州之國。」，當中記載巨大暗黑武者作亂的歷史，為期七日，故又稱為「炎獄之七日」。
七星天劍流
劍術門派，創建者為「頑馱無零將軍」，乃是零將軍透過觀察「炎獄之七日」中、巨大武者作戰的刀法，啟發他創立「七星天劍流」，又稱為「元祖七星天劍流」。此後凡為流派掌門人，均稱為「劍聖頑馱無」，世化相傳。
「七斬」是「七星天劍流」中七種絕技的總稱，包括：
- 瞬劍光斬
- 回羅旋斬
- 飛槍突斬
- 地天昇斬
- 天地降斬
- 千渦連斬
- 擊震衝斬

在「七斬」以外，門派繼承者、弟子亦會有其個人絕技，例如劍聖的「四連八方斬」。
魔天暗黑黨

## 外部連結
- 無國界SD高達大聯盟

SD戰國傳系列